# Hexacnemus
Hexacnemus is een geslacht van vliesvleugeligen uit de familie Encyrtidae. De wetenschappelijke naam van dit geslacht is voor het eerst geldig gepubliceerd in 1926 door Philip Hunter Timberlake.

## Soorten
Het geslacht Hexacnemus is monotypisch en omvat slechts de volgende soort:
- Hexacnemus armitagei Timberlake, 1926